# Chiaramonti
Chiaramonti é uma comuna italiana da região da Sardenha, província de Sassari, com cerca de 1.915 (Cens. 2001) habitantes. Estende-se por uma área de 98 km², tendo uma densidade populacional de 20 hab/km². Faz fronteira com Ardara, Erula, Martis, Nulvi, Ozieri, Perfugas, Ploaghe.

## Demografia
| Variação demográfica do município entre 1861 e 2011                               |
|                                                                                   |
| Fonte: Istituto Nazionale di Statistica (ISTAT) - Elaboração gráfica da Wikipedia |